# Кен-Лин
„Кен-Лин“ (на английски: Can-Linn) е ирландска група, която е избрана да представи страната си в „Евровизия 2014“ в Копенхаген заедно с певицата Кейси Смит. Групата е сформирана през 2014 година именно за ирландската селекция за „Евровизия“.
Настоящи членове на групата са Томас Шпрат, Такир Шебани и Сара Роджърс. Музикантите използват някои традиционни за ирландската музика инструменти, сред които бодранът и цигулката.
Името на групата произлиза от ирландски език и би могло да се преведе като „да пеем заедно“.